# 拉瓦尼亚 (拉科鲁尼亚省)
拉瓦尼亚（西班牙語：La Baña）是西班牙西北部加利西亚自治区拉科鲁尼亚省的一个市镇。总面积98.2 km², 总人口3541人（2017年），人口密度36人/km²。

## 地名
该地有记载的最早地名表记为“Avania”，见于一块1153年的墓碑。它可能来自原始印欧语词根*aw(e)-，意为流动。之后，地名发生了词首元音脱离，“a”被当作了加利西亚语的阴性定冠词。这种变化导致后来转换成西班牙语时变为对应阴性定冠词“la”。加利西亚还有许多这样的地名，如阿戈拉达和奥格罗韦。

## 人口
| 拉瓦尼亚历史人口变化图                                     |
|                                                            |
| 来源：西班牙国家统计局（1900-1991年，实际人口）（2000年-） |

## 政治
| 2011年5月22日市镇选举结果 |      |         |        |
| 政党                      | 票数 | %       | 议席数 |
| PPdG                      | 1743 | 56.14 % | 7      |
| PSdeG-PSOE                | 1127 | 36.30 % | 4      |
| BNG                       | 212  | 6.83 %  | 0      |

| 2015年市镇选举结果 |      |         |        |
| 政党               | 票数 | %       | 议席数 |
| PPdG               | 1277 | 46.61 % | 6      |
| PSdeG-PSOE         | 1017 | 37.12 % | 4      |
| CxG-CCTT           | 339  | 12.37 % | 1      |
| BNG                | 93   | 3.39 %  | 0      |

- 备注：
  - 加利西亚人民党（PPdG）
  - 加利西亚民族主义集团（BNG）
  - 加利西亚工人社会党（PSdeG-PSOE）
  - 为加利西亚承诺（CxG）

## 图集

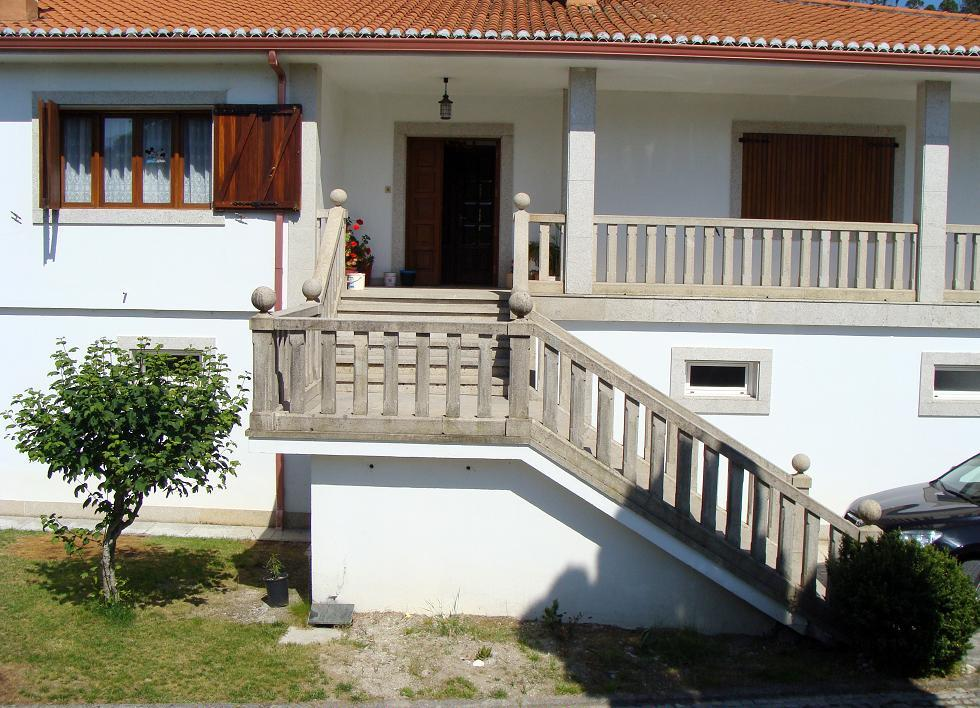
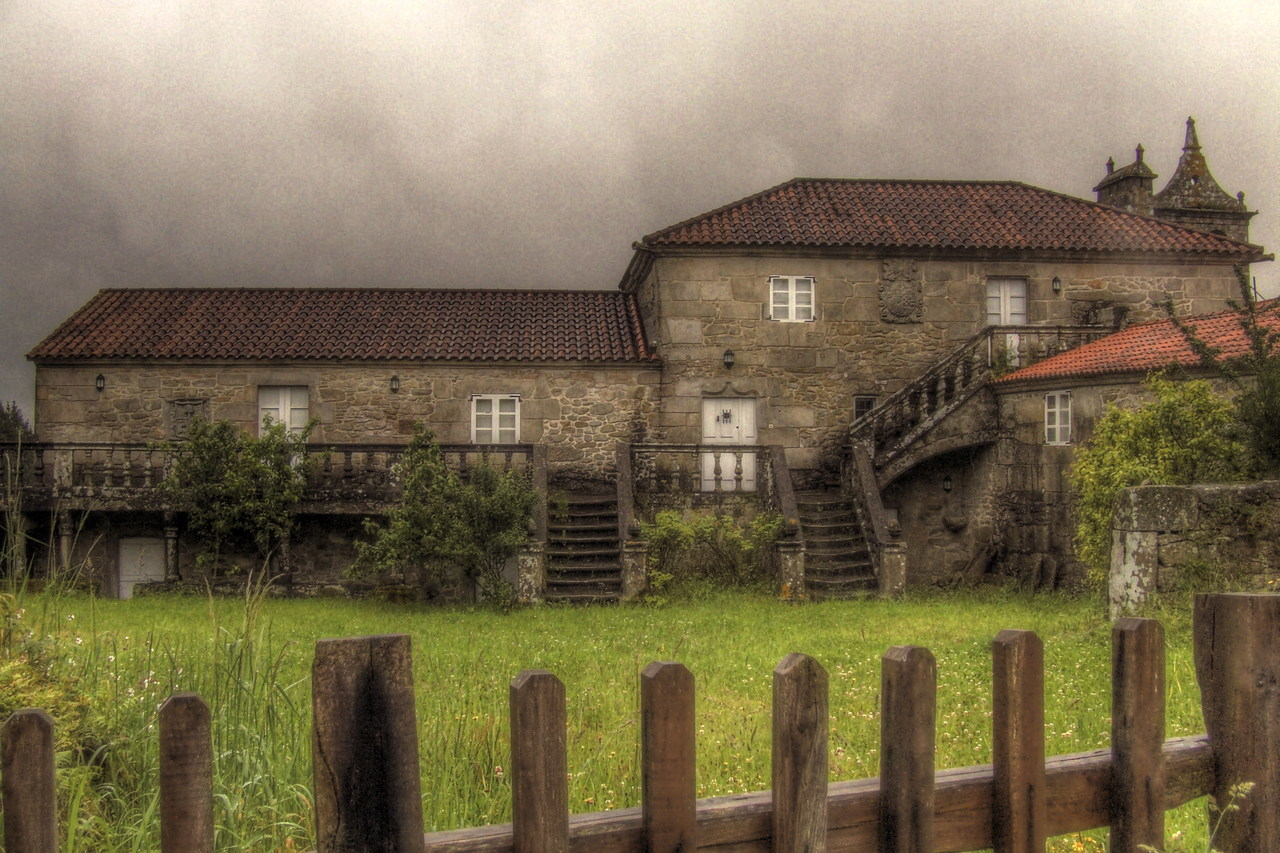
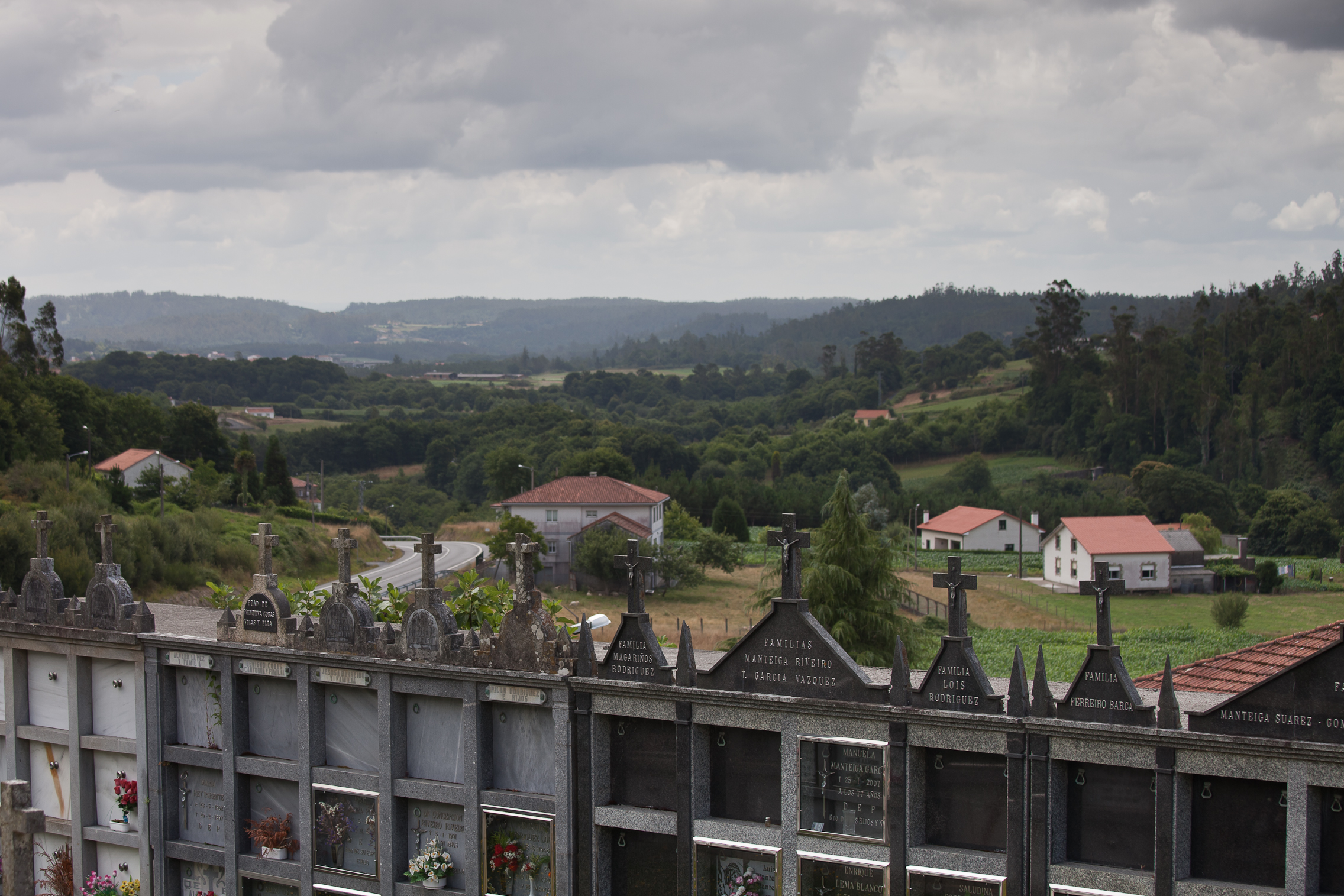
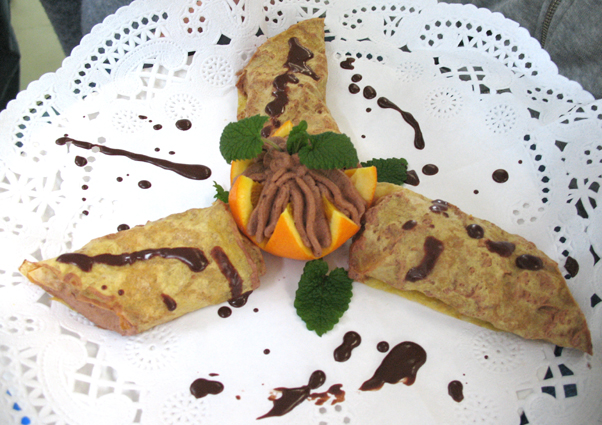